# United States National Grassland

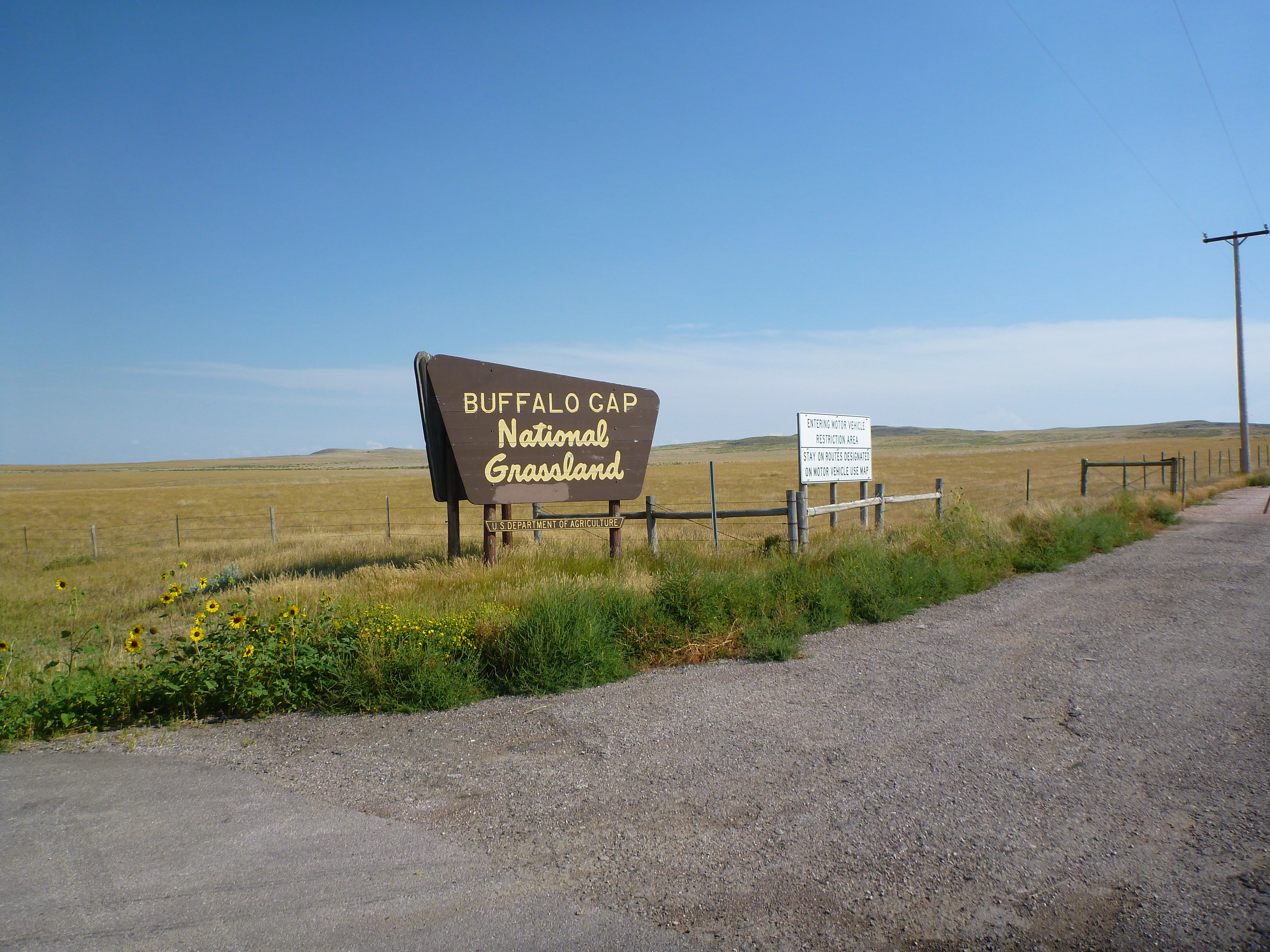
Hinweisschild zu einem United States National Grasslands Gebiet

Als United States National Grasslands werden Grünlandgebiete von nationaler Bedeutung in den Vereinigten Staaten bezeichnet, die auf Grund und Boden im Bundesbesitz vom US-Landwirtschaftsminister als Schutzgebiete ausgewiesen und vom U.S. Forest Service verwaltet werden.
Rechtsgrundlage der National Grasslands ist der Teil III des Bankhead-Jones Farm Tenant Act aus dem Jahr 1937. Der Kern der heutigen Schutzgebiete entstand aus Farmen, die während der Great Depression der 1930er Jahre in den Präriegebieten des Mittleren Westens aufgrund anhaltender Dürre (Dust Bowl) aufgegeben werden mussten. Die Bundesregierung kaufte Farmen an, wies sie als National Grasslands aus und renaturierte die ursprüngliche Prärie.
Verwaltungstechnisch werden sie als Nationalforste eingestuft, mit dem Unterschied, dass der Bewuchs der Grasslands vorwiegend aus Prärie besteht. Einige werden gemeinsam mit nahegelegenen Nationalforsten verwaltet. Die drei in North Dakota gelegenen Grasslands werden gemeinsam mit einem im Nordwesten von South Dakota gelegenen als Dakota Prairie Grasslands verwaltet. In den National Grasslands sind wie in den Nationalforsten in der Regel dennoch Jagd, Viehweide, Rohstoffförderung, Erholung und andere Nutzungen möglich. Ihre Schutzintensität ist demnach grob dem eines Naturparks oder Landschaftsschutzgebiets in Deutschland vergleichbar.
Fast alle National Grasslands befinden sich im Bereich oder am Rand der Great Plains. Lediglich drei liegen woanders, nämlich im Südosten von Idaho, im Nordosten von Kalifornien und im mittleren Oregon. Die meisten National Grasslands sind wesentlich kleiner als Nationalforste, das größte ist das Little Missouri National Grassland in North Dakota mit 4.181,5 km², was etwa der Durchschnittsgröße eines Nationalforstes entspricht. Mit Stand 30. September 2007 umfassen die 20 bestehenden National Grasslands eine Gesamtfläche von 15.552,2 km².

## Liste der National Grasslands

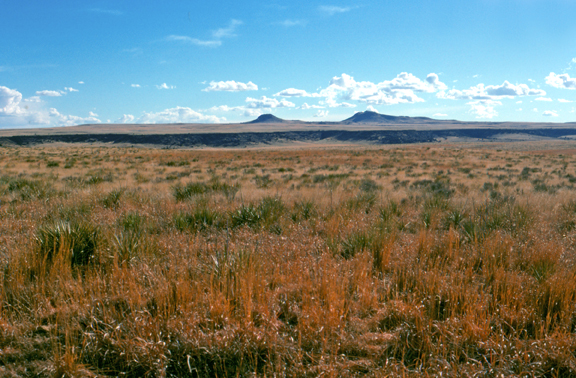
Kiowa National Grassland

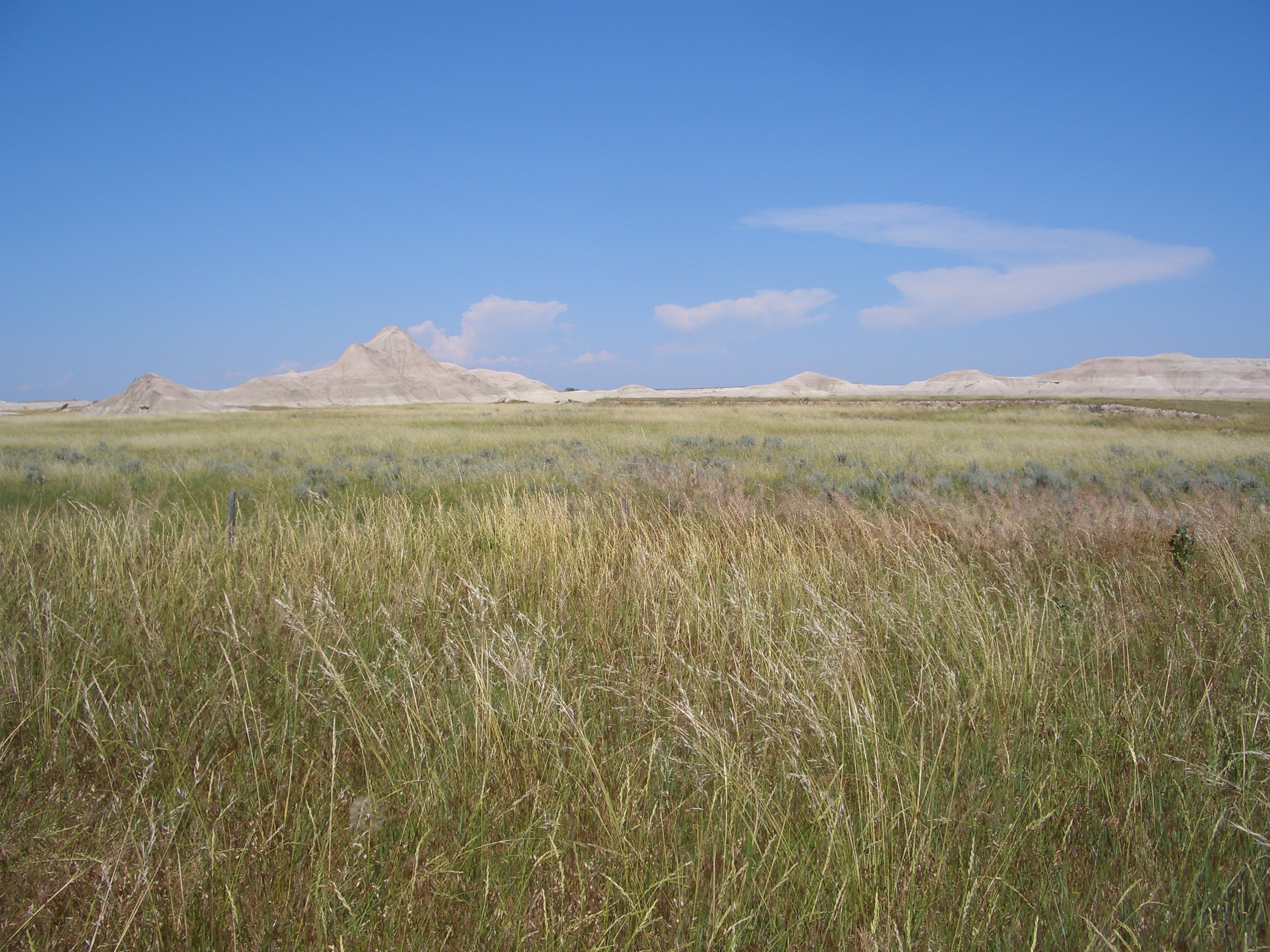
Oglala National Grassland

- Black Kettle National Grassland: im Westen von Oklahoma, verwaltet als Teil des Cibola National Forest
- Buffalo Gap National Grassland: im Südwesten von South Dakota, verwaltet als Teil der Nebraska-McKelvie National Forests
- Butte Valley National Grassland: im Norden von Kalifornien, verwaltet als Teil des Klamath National Forest
- Caddo National Grassland: im Norden von Texas (Fannin County), gemeinsam verwaltet mit dem Lyndon B. Johnson National Grassland
- Cedar River National Grassland: im Südwesten von North Dakota, verwaltet als Teil der Dakota Prairie Grasslands
- Cimarron National Grassland: im Südwesten von Kansas, verwaltet als Teil der Pike-San Isabel National Forests
- Comanche National Grassland: im Südosten von Colorado, gemeinsam verwaltet mit den Pike-San Isabel National Forests
- Crooked River National Grassland: im mittleren Oregon (Tal des Deschutes River), verwaltet als Teil der Deschutes-Ochoco National Forests
- Curlew National Grassland: im Südosten von Idaho (Curlew Valley), gemeinsam verwaltet mit dem Caribou-Targhee National Forest
- Grand River National Grassland: im Westen von South Dakota, verwaltet als Teil der Dakota Prairie Grasslands
- Fort Pierre National Grassland: im mittleren South Dakota, verwaltet als Teil der Nebraska-McKelvie National Forests
- Kiowa National Grassland: im Nordosten von New Mexico, verwaltet als Teil des Cibola National Forest
- Little Missouri National Grassland: im Westen von North Dakota, verwaltet als Teil der Dakota Prairie Grasslands
- Lyndon B. Johnson National Grassland: im Norden von Texas, gemeinsam verwaltet mit dem Caddo National Grassland
- McClellan Creek National Grassland: im Nordwesten von Texas (dem so genannten „Texas Panhandle“), verwaltet als Teil des Cibola National Forest
- Oglala National Grassland: im Nordwesten von Nebraska, verwaltet als Teil der Nebraska-McKelvie National Forests
- Pawnee National Grassland: im Nordosten von Colorado, verwaltet als Teil der Arapaho-Roosevelt National Forests
- Rita Blanca National Grassland: im Nordwesten von Texas (dem so genannten „Texas Panhandle“) und im Westen von Oklahoma, verwaltet als Teil des Cibola National Forest
- Sheyenne National Grassland: im Südosten von North Dakota, verwaltet als Teil der Dakota Prairie Grasslands
- Thunder Basin National Grassland: im Osten von Wyoming, verwaltet als Teil der Medicine Bow – Routt National Forest

Das einzige großflächig erhaltene Grassland in Kalifornien ist kein National Grassland, sondern Teil des Carrizo Plain National Monument. Vergleichbar mit den National Grasslands ist außerdem das vom United States Forest Service verwaltete Hochgrasprärie-Schutzgebiet Midewin National Tallgrass Prairie im Nordosten von Illinois.